# Volley Millenium Brescia 2024-2025
Questa voce raccoglie le informazioni riguardanti la Volley Millenium Brescia nelle competizioni ufficiali della stagione 2024-2025.

## Stagione
Nella stagione 2024-25 la Volley Millenium Brescia assume la denominazione sponsorizzata di Valsabbina Millenium Brescia.
Partecipa per la sesta volta, la quarta consecutiva, al campionato di Serie A2 terminando il girone A della regular season al quarto posto in classifica e la successiva pool promozione al sesto posto.
A seguito del quarto posto in classifica al termine del girone di andata, si qualifica per la Coppa Italia di Serie A2 dove viene eliminata al primo turno dalla Trentino.

## Organigramma societario
Area direttiva
- Presidente: Roberto Catania
- Direttore generale: Emanuele Catania
- Team manager: Stefano Vivaldi
- Direttore operativo: Alberto Roffia

Area tecnica
- Allenatore: Matteo Solforati
- Allenatore in seconda: Elisa Cella
- Assistente allenatore: Leonardo Camarini
- Scout man: Marco Bolzoni

Area comunicazione
- Responsabile comunicazione: Daniele Bianchin
- Ufficio Stampa: Elisa Garatti
- Fotografo: Massimo Bandera

Area sanitaria
- Preparatore atletico: Giacomo Drusiani
- Fisioterapista: Sara Sudati

## Rosa
| N° | Nome               | Ruolo | Data di nascita   | Nazionalità sportiva |
| -- | ------------------ | ----- | ----------------- | -------------------- |
| 1  | Mija Šiftar        | S     | 9 febbraio 2006   | Slovenia             |
| 2  | Silvia Romanin     | P     | 27 febbraio 2003  | Italia               |
| 3  | Laura Franceschini | C     | 17 ottobre 2006   | Italia               |
| 4  | Francesca Trevisan | S     | 22 settembre 1995 | Italia               |
| 5  | Camilla Riccardi   | L     | 5 aprile 2000     | Italia               |
| 6  | Tiziana Veglia     | C     | 13 settembre 1992 | Italia               |
| 7  | Viola Tonello      | C     | 3 gennaio 1994    | Italia               |
| 8  | Chiara Scacchetti  | P     | 10 dicembre 1995  | Italia               |
| 9  | Federica Stroppa   | O     | 9 febbraio 1997   | Italia               |
| 12 | Lara Davidović     | O     | 13 dicembre 1997  | Francia              |
| 13 | Aurora Pistolesi   | S     | 3 giugno 1999     | Italia               |
| 15 | Serena Scognamillo | L     | 24 febbraio 2001  | Italia               |
| 16 | Lara Berger        | O     | 2 novembre 2001   | Germania             |
| 17 | Denise Meli        | C     | 9 aprile 2001     | Italia               |

## Mercato
| Acquisti                               | Acquisti           | Acquisti         | Acquisti   |
| R.                                     | Nome               | da               | Modalità   |
| -------------------------------------- | ------------------ | ---------------- | ---------- |
| O                                      | Lara Davidović     | PTSV Aachen      | definitivo |
| C                                      | Laura Franceschini | Volleyrò         | definitivo |
| C                                      | Denise Meli        | Alba             | definitivo |
| S                                      | Aurora Pistolesi   | Bergamo 1991     | definitivo |
| L                                      | Camilla Riccardi   | Torbole Casaglia | definitivo |
| P                                      | Silvia Romanin     | Soverato         | definitivo |
| L                                      | Serena Scognamillo | Cuneo Granda     | definitivo |
| S                                      | Mija Šiftar        | Mulhouse         | definitivo |
| O                                      | Federica Stroppa   | Helvia Recina    | definitivo |
| C                                      | Viola Tonello      | Futura Giovani   | definitivo |
| S                                      | Francesca Trevisan | Offanengo        | definitivo |
| Trasferimenti nel corso della stagione |                    |                  |            |
| O                                      | Lara Berger        | Mondovì          | definitivo |

| Cessioni                               | Cessioni          | Cessioni             | Cessioni   |
| R.                                     | Nome              | a                    | Modalità   |
| -------------------------------------- | ----------------- | -------------------- | ---------- |
| C                                      | Maria Babatunde   | Sant'Anna            | definitivo |
| C                                      | Margherita Brandi | Vallecamonica Sebino | definitivo |
| S                                      | Katarina Bulović  | CLAI Imola           | definitivo |
| S                                      | Cristina Fiorio   | Fratte               | definitivo |
| O                                      | Polina Malik      | Melendugno           | definitivo |
| S                                      | Alice Pamio       | Talmassons           | definitivo |
| L                                      | Ylenia Pericati   | Alba                 | definitivo |
| P                                      | Matilde Pinarello | CLAI Imola           | definitivo |
| S                                      | Francesca Pinetti | Offanengo            | definitivo |
| O                                      | Sonia Ratti       | Garlasco             | definitivo |
| L                                      | Matilde Tagliani  | Cervia               | definitivo |
| C                                      | Alice Torcolacci  | Megavolley           | definitivo |
| Trasferimenti nel corso della stagione |                   |                      |            |
| O                                      | Federica Stroppa  | Grotte di Castellana | definitivo |

## Risultati

### Serie A2

#### Girone di andata
| 1ª Giornata - 6 ottobre 2024 PalaManera, Mondovì          | Mondovì           | 0 - 3 | Millenium Brescia    | 23-25, 16-25, 20-25        |
| 2ª Giornata - 13 ottobre 2024 PalaGeorge, Montichiari     | Millenium Brescia | 3 - 0 | Lecco Picco          | 25-20, 25-17, 25-20        |
| 3ª Giornata - 20 ottobre 2024 PalaRescifina, Messina      | Sant'Anna         | 3 - 0 | Millenium Brescia    | 25-13, 25-22, 25-21        |
| 4ª Giornata - 27 ottobre 2024 PalaGeorge, Montichiari     | Millenium Brescia | 3 - 1 | Vallecamonica Sebino | 11-25, 33-31, 25-19, 25-18 |
| 5ª Giornata - 3 novembre 2024 PalaGeorge, Montichiari     | Millenium Brescia | 3 - 1 | CLAI Imola           | 25-20, 25-22, 26-28, 25-19 |
| 6ª Giornata - 9 novembre 2024 PalaFontescodella, Macerata | Helvia Recina     | 3 - 0 | Millenium Brescia    | 25-22, 25-21, 25-21        |
| 7ª Giornata - 17 novembre 2024 PalaGeorge, Montichiari    | Millenium Brescia | 3 - 1 | Castelfranco         | 25-21, 25-18, 25-27, 25-16 |
| 8ª Giornata - 24 novembre 2024 PalaGeorge, Montichiari    | Millenium Brescia | 1 - 3 | Adolfo Consolini     | 25-22, 22-25, 16-25, 20-25 |
| 9ª Giornata - 13 novembre 2024 PalaRadi, Cremona          | Casalmaggiore     | 0 - 3 | Millenium Brescia    | 17-25, 11-25, 17-25        |

#### Girone di ritorno
| 10ª Giornata - 8 dicembre 2024 PalaGeorge, Montichiari                           | Millenium Brescia    | 3 - 0 | Mondovì           | 25-15, 25-17, 25-19               |
| 11ª Giornata - 15 dicembre 2024 PalaBione, Lecco                                 | Lecco Picco          | 1 - 3 | Millenium Brescia | 22-25, 16-25, 25-21, 21-25        |
| 12ª Giornata - 22 dicembre 2024 PalaGeorge, Montichiari                          | Millenium Brescia    | 2 - 3 | Sant'Anna         | 17-25, 25-23, 25-21, 18-25, 9-15  |
| 13ª Giornata - 26 dicembre 2024 Pala CBL, Costa Volpino                          | Vallecamonica Sebino | 3 - 1 | Millenium Brescia | 31-29, 25-20, 21-25, 25-22        |
| 14ª Giornata - 5 gennaio 2025 PalaRuggi, Imola                                   | CLAI Imola           | 3 - 1 | Millenium Brescia | 18-25, 25-21, 25-19, 25-23        |
| 15ª Giornata - 12 gennaio 2025 PalaGeorge, Montichiari                           | Millenium Brescia    | 1 - 3 | Helvia Recina     | 22-25, 25-20, 12-25, 23-25        |
| 16ª Giornata - 19 gennaio 2025 PalaParenti, Santa Croce sull'Arno                | Castelfranco         | 1 - 3 | Millenium Brescia | 19-25, 26-24, 22-25, 15-25        |
| 17ª Giornata - 26 gennaio 2025 Palazzetto dello Sport, San Giovanni in Marignano | Adolfo Consolini     | 2 - 3 | Millenium Brescia | 25-21, 21-25, 25-16, 30-32, 13-15 |
| 18ª Giornata - 2 febbraio 2025 PalaGeorge, Montichiari                           | Millenium Brescia    | 3 - 2 | Casalmaggiore     | 25-21, 23-25, 25-22, 30-32, 15-8  |

#### Pool promozione
| 1ª Giornata - 15 febbraio 2025 PalaRadi, Cremona               | Esperia           | 1 - 3 | Millenium Brescia | 25-22, 14-25, 22-25, 23-25        |
| 2ª Giornata - 19 febbraio 2025 PalaGeorge, Montichiari         | Millenium Brescia | 1 - 3 | Trentino          | 21-25, 14-25, 25-21, 14-25        |
| 3ª Giornata - 23 febbraio 2025 Palasport Da Copertino, Lecce   | Melendugno        | 1 - 3 | Millenium Brescia | 22-25, 25-20, 23-25, 22-25        |
| 4ª Giornata - 3 marzo 2025 PalaBorsani, Castellanza            | Futura Giovani    | 2 - 3 | Millenium Brescia | 28-26, 22-25, 25-16, 21-25, 11-15 |
| 5ª Giornata - 9 marzo 2025 PalaGeorge, Montichiari             | Millenium Brescia | 1 - 3 | Fratte            | 23-25, 27-25, 17-25, 26-28        |
| 6ª Giornata - 12 marzo 2025 PalaGeorge, Montichiari            | Millenium Brescia | 3 - 0 | Esperia           | 25-23, 25-18, 25-17               |
| 7ª Giornata - 16 marzo 2025 Sanbàpolis, Trento                 | Trentino          | 3 - 1 | Millenium Brescia | 21-25, 28-26, 25-21, 25-15        |
| 8ª Giornata - 21 marzo 2025 PalaGeorge, Montichiari            | Millenium Brescia | 3 - 1 | Melendugno        | 25-23, 25-19, 22-25, 29-27        |
| 9ª Giornata - 26 marzo 2025 PalaGeorge, Montichiari            | Millenium Brescia | 1 - 3 | Futura Giovani    | 27-25, 22-25, 18-25, 15-25        |
| 10ª Giornata - 29 marzo 2025 Palazzo dello Sport, Trebaseleghe | Fratte            | 3 - 2 | Millenium Brescia | 25-20, 21-25, 25-20, 22-25, 15-11 |

### Coppa Italia di Serie A2
| Quarti di finale - 18 dicembre 2024 Sanbàpolis, Trento | Trentino | 3 - 1 | Millenium Brescia | 24-26, 25-17, 25-23, 25-19 |

## Statistiche

### Statistiche di squadra
| Competizione             | Punti | In casa | In casa | In casa | In trasferta | In trasferta | In trasferta | Totale | Totale | Totale |
| Competizione             | Punti | G       | V       | P       | G            | V            | P            | G      | V      | P      |
| ------------------------ | ----- | ------- | ------- | ------- | ------------ | ------------ | ------------ | ------ | ------ | ------ |
| Serie A2                 | 47    | 14      | 8       | 6       | 14           | 8            | 6            | 28     | 16     | 12     |
| Coppa Italia di Serie A2 |       | 0       | 0       | 0       | 1            | 0            | 1            | 1      | 0      | 1      |
| Totale                   | -     | 14      | 8       | 6       | 15           | 8            | 7            | 29     | 16     | 13     |

G = partite giocate; V = partite vinte; P = partite perse 

### Statistiche dei giocatori
| Giocatore       | Serie A2 | Serie A2 | Serie A2 | Serie A2 | Serie A2 | Coppa Italia di Serie A2 | Coppa Italia di Serie A2 | Coppa Italia di Serie A2 | Coppa Italia di Serie A2 | Coppa Italia di Serie A2 | Totale | Totale | Totale | Totale | Totale |
| Giocatore       | P        | PT       | AV       | MV       | BV       | P                        | PT                       | AV                       | MV                       | BV                       | P      | PT     | AV     | MV     | BV     |
| --------------- | -------- | -------- | -------- | -------- | -------- | ------------------------ | ------------------------ | ------------------------ | ------------------------ | ------------------------ | ------ | ------ | ------ | ------ | ------ |
| L. Berger       | 12       | 52       | 40       | 8        | 4        | -                        | -                        | -                        | -                        | -                        | 12     | 52     | 40     | 8      | 4      |
| L. Davidović    | 28       | 270      | 228      | 24       | 18       | 1                        | 18                       | 16                       | 2                        | 0                        | 29     | 288    | 244    | 26     | 18     |
| L. Franceschini | 8        | 23       | 13       | 5        | 5        | 0                        | 0                        | 0                        | 0                        | 0                        | 8      | 23     | 13     | 5      | 5      |
| D. Meli         | 26       | 316      | 223      | 80       | 13       | 1                        | 11                       | 10                       | 1                        | 0                        | 27     | 327    | 233    | 81     | 13     |
| A. Pistolesi    | 27       | 347      | 293      | 28       | 26       | 1                        | 10                       | 9                        | 0                        | 1                        | 28     | 357    | 302    | 28     | 27     |
| C. Riccardi     | 11       | 1        | 0        | 0        | 1        | 0                        | 0                        | 0                        | 0                        | 0                        | 11     | 1      | 0      | 0      | 1      |
| S. Romanin      | 27       | 21       | 3        | 7        | 11       | 1                        | 0                        | 0                        | 0                        | 0                        | 28     | 21     | 3      | 7      | 11     |
| C. Scacchetti   | 25       | 49       | 25       | 9        | 15       | 1                        | 1                        | 1                        | 0                        | 0                        | 26     | 50     | 26     | 9      | 15     |
| S. Scognamillo  | 17       | 0        | 0        | 0        | 0        | 1                        | 0                        | 0                        | 0                        | 0                        | 18     | 0      | 0      | 0      | 0      |
| M. Šiftar       | 28       | 454      | 385      | 49       | 20       | 1                        | 14                       | 14                       | 0                        | 0                        | 29     | 468    | 399    | 49     | 20     |
| F. Stroppa      | 9        | 4        | 4        | 0        | 0        | 0                        | 0                        | 0                        | 0                        | 0                        | 9      | 4      | 4      | 0      | 0      |
| V. Tonello      | 27       | 230      | 194      | 28       | 8        | 1                        | 14                       | 10                       | 2                        | 2                        | 28     | 244    | 204    | 30     | 10     |
| F. Trevisan     | 26       | 51       | 43       | 5        | 3        | 1                        | 1                        | 1                        | 0                        | 0                        | 27     | 52     | 44     | 5      | 3      |
| T. Veglia       | 0        | 0        | 0        | 0        | 0        | -                        | -                        | -                        | -                        | -                        | 0      | 0      | 0      | 0      | 0      |

P = presenze; PT = punti totali; AV = attacchi vincenti; MV = muri vincenti; BV = battute vincenti